# Гоцу
Гоцу (яп. 江津市 Го:цу-си) — город в Японии, находящийся в префектуре Симане. Площадь города составляет 268,51 км², население — 24 467 человек (1 августа 2014), плотность населения — 91,12 чел./км².

## Географическое положение
Город расположен на острове Хонсю в префектуре Симане региона Тюгоку. С ним граничат города Хамада, Ода и посёлки Онан, Кавамото.

## Население
Население города составляет 24 467 человек (1 августа 2014), а плотность — 91,12 чел./км². Изменение численности населения с 1980 по 2005 годы:
| 1980 | 32 785 чел. |  |
| 1985 | 32 937 чел. |  |
| 1990 | 31 774 чел. |  |
| 1995 | 30 740 чел. |  |
| 2000 | 29 377 чел. |  |
| 2005 | 27 774 чел. |  |

## Символика
Деревом города считается Pinus thunbergii, цветком — рододендрон.

## Города-побратимы
- Корона, США